# Conquête du Touat et du Gourara (1315)
Pour les articles homonymes, voir Conquête du Touat et du Gourara.
 (avril 2025).
Motif : Y a-t-il des sources secondaires centrées sur cette conquête ?
- Archive Wikiwix
- Bing
- Cairn
- DuckDuckGo
- E. Universalis
- Gallica
- Google
- G. Books
- G. News
- G. Scholar
- Persée
- Qwant
- (zh) Baidu
- (ru) Yandex
- (wd) trouver des œuvres sur Wikidata

| 1. | Préciser le motif de la pose du bandeau. | Précisez le motif de la pose du bandeau en utilisant la syntaxe suivante : {{admissibilité à vérifier\|date=avril 2025\|motif=remplacez ce texte par le motif}}                                             |
| 2. | Informer les utilisateurs concernés.     | Pensez à avertir le créateur de l'article, par exemple, en insérant le code ci-dessous sur sa page de discussion : {{subst:avertissement admissibilité à vérifier\|Conquête du Touat et du Gourara (1315)}} |

 (avril 2025).
Améliorez-le ou discutez des points à vérifier. 
La conquête mérinide du Touat et du Gourara, est menée en 1315 par le prince mérinide et gouverneur de Sijilmassa, Abou Ali ben Uthman, fils du sultan Abu Said Uthman II et qui se rebellera contre son père et son frère Abu al Hassan Ali il maintiendra une dissidence du royaume de fez de près de 20 ans avec ces alliés Arabes Maaqil jusqu'a ce qu'il sera tué par son frère pour avoir créé des troubles lors du siège de Tlemcen de 1335 a 1337.Ibn Khaldun mentionne lors de ses rebellions il conquera le Souss aux mains de la famille principale régnante a Fez.

## Déroulement
Dans le cadre de sa réconciliation avec son fils Abou Ali ben Uthman, sans cesse en rébellion, et pour pouvoir mieux se débarrasser de lui, Abu Said Uthman II lui donne le commandement de la région du Tafilalet, d'où il devient gouverneur de Sijilmassa. Celui-ci organise rapidement une administration, forme une véritable armée, recrutant des fantassins et cavaliers, et prend à son services les nomades arabes des Banu Maqil,.
Très importantes pour le contrôle de l'itinéraire de l'or et des palmiers-dattiers, le prince Abou Ali s'empare des forteresses sahariennes du Touat et du Gourara en 1315, en s'appuyant notamment sur ses alliés Banu Maqil.

## Conséquences
Maître d'un vaste territoire saharien, le prince Abou Ali contrôle ainsi par le biais de son administration, le commerce de l'or et la levée des impôts des ksouriens. Cette conquête permet donc de rattacher pour la première fois ce territoire au royaume mérinide.
Cependant, dès 1320, Abou Ali ben Uthman reprend ses mauvaises habitudes et se met en état de révolte contre son père Abu Said Uthman II. Il soumet le Souss, puis s'empare de Marrakech en 1322. Abou Ali est cependant battu plus tard près de la Moulouya par son père, qui reprend Marrakech et marche sur Sijilmassa. Toutefois, devant l'affection que porte Abu Said Uthman II à son fils Abou Ali, il parvient à lui pardonner, et le maintient à son poste de gouverneur de Sijilmassa et des provinces du Sud.
Après la mort d'Abu Said Uthman II, son fils Abu al-Hasan lui succède. Celui-ci entre en pleine campagne contre les Zianides à Tlemcen, qui assiègent Béjaïa, ville sous domination hafside, allié des Mérinides. Abu al-Hasan envoie une flotte mérinide qui permet de lever le siège de la ville, en coordination avec une armée hafside en provenance de Tunis. Le sultan zianide Abû Tâshfîn réussit alors à semer le trouble au sein du pouvoir mérinide, en poussant Abou Ali à la révolte. Abu al-Hasan qui campe alors à Tessala, rentre immédiatement et assiège son frère à Sijilmassa pendant plus d'un an. L'armée d'Abu al-Hasan s'empare finalement de la ville, puis capture Abou Ali, qui est ensuite exécuté. Les possessions sahariennes dont les oasis du Touat et du Gourara sont de nouveau rattachés au pouvoir central mérinide en 1332. Cependant les liens du Touat se resserrent avec le pouvoir zianide du Maghreb central à la fin du siècle. Ces derniers, Berbères zénètes, tirent parti de leur connaissance des axes sahariens, dont la route de l'or et du sel vers le bilād al-Sudān, acquise durant leur vie nomade précédant leur prise de pouvoir à Tlemcen.

## Sources

### Sources bibliographiques
1. ↑  Le Chatelier 1890, p. 3
2. 1 2 3  Bellil 1999, p. 100
3. ↑  al-Nasiri 1934, p. 172
4. 1 2  Le Chatelier 1890, p. 4
5. ↑  al-Nasiri 1934, p. 177
6. ↑  al-Nasiri 1934, p. 178
7. ↑  Hamet 1923, p. 184.
8. ↑  al-Nasiri 1934, p. 192
9. ↑  al-Nasiri 1934, p. 193

#### Francophone
- Alfred Le Chatelier, Questions sahariennes : Touat, Châamba, Touareg. Mission dans le Sud Algerien juin-août 1890, 1890, 161 p. (lire en ligne)
- Rachid Bellil, Les oasis du Gourara (Sahara algérien), Peeters Publishers, 1999, 307 p. (ISBN 978-90-429-0721-8, lire en ligne)
- Ahmed ben Khâled Ennâsiri Esslâoui. (trad. de l'arabe par Ismaël Hamet), Kitâb Elistiqsâ li-Akhbâri doual Elmâgrib Elaqsâ [« Le livre de la recherche approfondie des événements des dynasties de l'extrême Magrib »], vol. XXXIII : Les Mérinides, Paris, Librairie Honoré Champion, coll. « Archives marocaines », 1934 (lire en ligne)
- Ismaël Hamet, Histoire du Maghreb : cours professé à l'Institut des hautes études marocaines, Paris, Ernest Leroux, 1923, 501 p. (lire en ligne). .